# Вилијам Гледстон
Вилијам Јуарт Гледстон (енгл. William Ewart Gladstone; Ливерпул, 29. децембар 1809 — Замак Харден, 19. мај 1898) био је британски политичар из викторијанског доба који је четири пута биран за премијера. Гледстон је ушао у Парламент као торијевац 1832. године.Био је велики поборник слободне трговине и морао је да поднесе оставку, заједно са премијером сер Робертом Пилом, након укидања закона o кукурузу 1846. године. На Гледстонове назоре је умногоме утицало његово дивљење Пиловом економском либерализму. Вршио је дужност министра финансија од 1852. до 1855. и поново од 1859. до 1866. године. Предложио је низ буџета који су снизили царине и смањили трошкове владе. Гледстон је 1867. изабран за вођу Либералне партије, а 1868. за премијера. Током првог премијерског мандата, Гледстон је спровео значајне реформе, међу којима су одвајање Ирске протестантске цркве од државе 1869, тајно гласање на изборима и реформе правног статута синдиката, законодавства и образовања. Гледстон је тврдио да је заслужан за укидање неправедних закона и омогућавање личног напретка сваког појединца. Такође је организовао решавање спорова за САД путем међународне арбитраже.
Године 1874. на изборима га је победио Бенџамин Дизраели, али је Гледстон поново постао премијер након мидлодијанске кампање. Године 1884. осигурао је усвајање треће реформе Парламента. Међутим, изгубио је популарност после неуспелог спасавања Чарлса Гордона и пада Картума, те је у јуну 1885. поднео оставку.
Када је следеће године поново изабран за премијера, Гледсон је предлог закона о самоуправи Ирске. Ова политика је поделила Либералну политику и његова влада је пала. Међутим, поново је постао премијер 1892. и изнова покушао са новим предлогом закона о самоуправи 1893, који је одбијен у Горњем дому. Године 1894. Гледстон је последњи пут поднео оставку. Његов либерализам је укључивао мере за реформу закона, ограничење јавне потрошње и помоћ развоју трговине.

## Биографија
Вилијам Гледстон је рођен 29. децембра 1809. године у Ливерпулу, као четврти син Џона Гледстона. Потиче из старе угледне шкотске породице. Образовање је почео у малој школи коју је основао његов отац, а наставио на колеџу Итону 1821. У октобру 1828. је отишао на Оксфорд, Christ Church.
Тамо је похађао класичне студије и студије математике. Дипломирао је 1831. године са најбољим успехом у децембру. Током студија је био запажен као добар говорник, а постао је и председник Друштва за дебате (Oxford Union debating society). Тада је са својим пријатељима поставио темеље политичке каријере. Након студија је са својим братом посетио престонице Белгије, Француске и Италије. По повратку у Енглеску 1832, улази у Парламент и почиње да се активно бави политиком.

## Дела
- Gladstone, William Ewart (1841). The State in its relations with the Church (4th изд.). London: John Murray. Приступљено 13. 10. 2017 — преко Internet Archive.
- Gladstone, William Ewart (1858). Studies on Homer and the Homeric Age. Oxford: At The University Press  — преко Internet Archive.. volume 1, volume 2, volume 3.
- Gladstone, William Ewart (1868). A Chapter of Autobiography. London: John Murray. Приступљено 14. 10. 2017 — преко Internet Archive.
- Gladstone, William Ewart (1870). Juventus Mundi: The Gods and Men of the Heroic Age (2nd изд.). London: Macmillan and Co. Приступљено 13. 10. 2017 — преко Internet Archive.
- Gladstone, William Ewart (1876). Bulgarian Horrors and the Question of the East (1st изд.). London: John Murray. Приступљено 16. 11. 2021 — преко Internet Archive.
- Gladstone, William Ewart (1879). Gleanings of Past Years, 1848–1878, 7 vols. (1st изд.). London: John Murray. Приступљено 16. 11. 2021 — преко Internet Archive.
- Gladstone, William Ewart (1890). On books and the Housing of them. New York: Dodd, Mead & Company. Приступљено 11. 10. 2017 — преко Internet Archive..
- Gladstone, William Ewart (1890). The impregnable rock of Holy Scripture (Revised and Enlarged from Good Words). London: Isbister and Company  — преко Internet Archive.
- William Ewart Gladstone, Baron Arthur Hamilton-Gordon Stanmore (1961). Gladstone-Gordon correspondence, 1851–1896: selections from the private correspondence of a British Prime Minister and a colonial Governor, Volume 51. American Philosophical Society. стр. 116. ISBN 978-0871695147. Приступљено 28. 6. 2010.. ( 51  (4): of new series, Transactions of the American Philosophical Society) (Original from the University of California)

## Галерија
- Један од најпознатијих Гледстонових портрета.
- Гледстонов споменик на Албертовом тргу у Манчестеру.
- Надгробна плоча Вилијама Гледстона.
- Вилијам Гледстон са својом унуком.
- Портрет Руперта Потера из 1884.
- Вилијам Гледстон у непословној варијанти.

### Биографије
- Bebbington, D.W. (1993). William Ewart Gladstone. (1993).
- Biagini, Eugenio F (2000). Gladstone..
- Brand, Eric (1986). William Gladstone. Chelsea House Publishers. ISBN 978-0-87754-528-6..
- Feuchtwanger, E.J. (1988). Gladstone. (1975). 272 pp.
- Feuchtwanger, E.J (децембар 1996). „Gladstone and the Rise and Fall of Victorian Liberalism”. History Review. 26.  https://web.archive.org/web/20190924174618/https://www.questia.com/article/1G1-20206464/gladstone-and-the-rise-and-fall-of-victorian-liberalism. Архивирано из оригинала 24. 09. 2019. г. Недостаје или је празан параметар |title= (помоћ); Gladstone. 1975.
- Jagger, Peter J., ed. (2007). Gladstone., 256 pp.
- Jenkins, Roy (2002). Gladstone: A Biography.
- Magnus, Philip M (1954). Gladstone: A biography.
- Matthew, H.C.G (мај 2006). „Gladstone, William Ewart (1809–1898)”. Oxford Dictionary of National Biography. (2004; online edition,.
- Matthew, H.C.G (1988). Gladstone, 1809–1874. Oxford University Press. ISBN 978-0-19-282122-5.. Gladstone, 1875–1898 „complete”. 1995. Архивирано из оригинала 28. 06. 2020. г.
  - Matthew (1997). Gladstone: 1809–1898.. is an unabridged one-volume version.
- Morley, J (1880). The life of William Ewart Gladstone.. 3 vols. (1903) vol 2 online
- Partridge, M (2003). Gladstone.
- Russell, George W.E (1891). The Right Honourable William Ewart Gladstone. London: Sampson, Low, Marston & Company. Приступљено 13. 10. 2017 — преко Internet Archive..
- Russell, Michael (2009). Gladstone: A Bicentenary Portrait. Michael Russell. ISBN 978-0859553179.
- Shannon, Richard. (1984). Gladstone. (2 vols, 1984–2000). vol 1 online. 1984.
- Shut, M.L. (2008). „Gladstone, William Ewart (1809–1898)”.  Ур.: Hamowy, Ronald. The Encyclopedia of Libertarianism. Thousand Oaks, CA: SAGE; Cato Institute. стр. 206—07. ISBN 978-1412965804. LCCN 2008009151. OCLC 750831024. doi:10.4135/9781412965811.n123.

### Специјалне студије
- Aldous, Richard (2007). The Lion and the Unicorn: Gladstone vs Disraeli. W. W. Norton. ISBN 978-0-393-06570-1..
- Beales, Derek (1969). From Castlereagh to Gladstone, 1815–1885. Nelson. ISBN 978-0-17-144119-2.
- Bebbington, D.W. (2004). The Mind of Gladstone: Religion, Homer and Politics. (2004).
- Boyce, D. George and Alan O'Day, eds. Gladstone and Ireland: Politics, Religion, and Nationality in the Victorian Age. (Palgrave Macmillan; 2011), 307 pp.
- Bright, J. Franck (1893). A History Of England. Period 4: Growth Of Democracy: Victoria 1837–1880.. highly detailed political narrative
- Bright, James Franck (1904). A History of England.
- Butler, P (1982). Gladstone, church, state, and Tractarianism: a study of his religious ideas and attitudes, 1809–1859. ISBN 978-0-19-821890-6..
- Gopal, S. (1956). „Gladstone and the Italian Question”. History. 41 (141/143): 113—121. JSTOR 24402911. doi:10.1111/j.1468-229X.1956.tb02170.x.
- Guedalla, Philip (1933). Queen and Mr. Gladstone.
- Isba, Anne (2006). Gladstone and Women. London: Hambledon Continuum. ISBN 978-1-85285-471-3..
- Hammond, J.L. (1938). Gladstone and the Irish Nation.
- Jenkins, T.A. Gladstone, whiggery and the liberal party, 1874–1886 (1988).
- Langer, William L (1950). The Diplomacy of Imperialism: 1890–1902 (2nd изд.).. a standard diplomatic history of Europe
- Loughlin, J. (1986). Gladstone, home rule and the Ulster question, 1882–1893.
- Parry, J. P (1986). Democracy and religion: Gladstone and the liberal party, 1867–1875. ISBN 978-0-521-30948-6..
- Quinault, Roland,;  . eds William Gladstone: New Studies and Perspectives (2012)..
- Quinault, Roland. "Chamberlain and Gladstone: An Overview of Their Relationship." in Joseph Chamberlain: International Statesman, National Leader, Local Icon ed. by I. Cawood, C. Upton, (Palgrave Macmillan UK, 2016). 97–115.
- Schreuder, D. M (1969). Gladstone and Kruger: Liberal government and colonial 'home rule', 1880–85..
- Schreuder, D. M. (1970). „Gladstone and Italian Unification, 1848-70: The Making of a Liberal?”. The English Historical Review. 85 (336): 475—501. JSTOR 563192. doi:10.1093/ehr/LXXXV.336.475.
- Seton-Watson, R.W. Disraeli, Gladstone and the eastern question: a study in diplomacy and party politics (1935).
- Shannon, Richard (1976). The crisis of imperialism, 1865–1915. стр. 76—100, 142—98. ISBN 978-0-586-08249-2..
- Vincent, J (1978). Gladstone and Ireland..
- Vincent, J (1966). The Formation of the Liberal Party, 1857–1868..

### Историографија
- St. John, Ian (2016). The Historiography of Gladstone and Disraeli. Anthem Press. ISBN 978-1-78308-529-3..